# 膜基藻属
膜基藻属（学名：Parenchymorpha）为胶聚线藻科的一个属。本属的模式种为西沙膜基藻（Parenchymorpha xishanica）。

## 下级分类
本属包括以下物种：
- 西沙膜基藻 Parenchymorpha xishanica Tseng and Hua 1984